# Frédéric Chopin
Frédéric-François Chopin (rojen kot Fryderyk Franciszek Chopin, poljsko tudi Szopen), poljsko-francoski skladatelj in pianist, * 1. marec 1810, Żelazowa Wola, Poljska, † 17. oktober 1849, Pariz, Francija.
Bil je eden izmed najbolj priljubljenih in vplivnih pianistov in skladateljev klavirskih skladb 19. stoletja.

## Življenjepis
Chopin se je rodil na poljskem podeželju, kjer se je tudi začela njegova glasbena pot. Splošno je priznan kot največji poljski skladatelj in eden izmed največjih skladateljev za klavir, za katerega je napisal veliko večino svojih del.

### Mladost
Chopin je bil rojen v Żelazowi Woli, približno 52 kilometrov zahodno od Varšave. Njegov rojstni datum ni zanesljivo potrjen. Krst je potekal v noči na 23. april 1810, v cerkvi v Brochówu. V cerkveni knjigi, napisani v latinščini, so odkrili njegovo ime Franciscus Fridericus in datum rojstva 22. februar 1810 približno 50 let po njegovi smrti. Njegov oče je bil Nicolai Gali (Gali iz "Galije", Francija), mama Justyna de Krzyżanowski, njegova botra sta bila Franciscus Grembecki in Anna Skarbkówna. Tudi v poljščini napisanem krstnem listu, podpisanem od očeta piše, da je Fryderyk Franciszek Chopin rojen 22. februarja 1810. Po Chopinovih izjavah naj bi se rodil 1. marca 1810, 22. februar pa je bil rojstni datum njegove botre.
Njegov oče Nicolas Chopin (1771-1844), Francoz, je živel na očetovem posestvu v Loreni ter leta 1788 emigriral na Poljsko. Delal je kot pisarniški delavec in pomočnik, dobil poljsko državljanstvo in se boril v vseh revolucionarnih gibanjih na Poljskem, ki se je upirala pruski in ruski nadvladi.
Nicolas Chopin je dobil službo francoskega učitelja pri grofu Skarbeku, kjer je spoznal svojo bodočo ženo. Poročil se je 2. junija 1806 s Justyno Krzyżanowsko (* 1782), ki je bila iz obubožane poljske plemiške družine. Leta 1810 so se Chopinovi preselili v Varšavo. Oče je bil tudi učitelj francoščine pri družini Laczynski in je poučeval Marijo, bodočo grofico Walewsko, Napoleonovo zvesto ljubico. Nicolas Chopin je igral tudi flavto in violino, žena pa ga je spremljala na klavirju.
Po preselitvi v Varšavo, je oče postal profesor francoščine na mestnem liceju. Chopin in njegove tri sestre, Ludwika (* 1807), Isabella (* 1811) in Emilia (* 1812) so prejele temeljito izobrazbo. Chopinov glasbeni talent se je pokazal že zelo zgodaj. Pri sedmih letih so ga označili kot čudežnega otroka. Njegovi prvi polonezi v B-duru in G molu sta datirani v leto 1817 in izkazujeta izreden talent za improvizacijo. Njegov edini učitelj je bil v letih 1816-1822 češki pianist in violinist Wojciech Ziwný.
Od leta 1818 dalje je igral na raznih dobrodelnih koncertih in v salonih poljskega plemstva.
Od leta 1822 se je Chopin privatno izobraževal o glasbeni teoriji in kompoziciji pri Josefu Antonu Franzu Elsnerju.
Chopin je do leta 1826 obiskoval kraljevo-pruski licej v Varšavi, nato je študiral na konservatoriju kontrapunkt, glasbeno teorijo, general bas in kompozicijo pri Josefu Elsnerju.

### Varšava, Dunaj in Pariz
Leta 1828 je obiskal Berlin, kjer je slišal Čarostrelca skladatelja Carla Marie von Webra, spomladi leta 1829 pa v Varšavi Niccola Paganinija. 2. novembra 1830 je odšel na Dunaj. Uspešno je koncertiral in komponiral. Zaradi nemirov na Poljskem mu je oče svetoval, naj ostane v tujini. Sredi leta 1831 se je preselil v Pariz.
V Parizu se je Chopin preživljal s koncerti. Pod okrilje ga je vzela družina Rothschild. Njegovo igranje klavirja je vedno očaralo goste. V tem času se je zaljubil v grofico Delphine Potocko. Dekle je bila precej lahkoživo, zato sta se razšla. Posvetil ji je koncert za klavir in orkester v F-molu (1836). Chopin je od leta 1833 dalje redno služil s koncerti in komponiranjem. Privoščil si je osebje in primerna oblačila. Njegov način življenja je bil precej drag, zato je moral poučevati tudi do pet ur na dan. Chopinovo zdravje se je slabšalo in pogosto ni mogel odpotovati na turneje. V Karlovih Varih je zadnjikrat videl starše, potem je odpotoval v Dresden, kjer je spoznal Marijo Wodzinsko in se vanjo zaljubil.
V Parizu se je povezal z do tedaj priljubljenim glasbenikom Fredrichom Kalkbrennerjem, s katerim sta navduševala Parižane. V Parizu se je družil z Berliozom, Lisztom, Mendelssohnom in drugimi umetniki. V hiši Franza Liszta je spoznal pisateljico George Sand (psevdonim Aurore Dauphin, baronice Dudevant), ki se je pojavljala v moških oblačilih in kadila cigare.

### Obdobje z George Sandovo
George Sand je bila strastna ženska in je imela večinoma mlajše moške ljubimce. Chopin je leta 1837 padel v eksistenčno krizo zaradi nesrečne ljubezni do tedaj 18-letne Marie Wodzinske. Bil je šest let mlajši od George Sand, a je pri njej našel duševno ravnovesje. Njuno intimno razmerje je trajalo deset let. Izmenično sta živela v Parizu in na njenem podeželskem posestvu v Nohantu.
V novemberu 1838 se je George Sand zaradi sinovih zdravstvenih težav preselila z otrokoma Mauricem in Solange na Malorko. Tudi Chopinu, ki je vse svoje življenje trpel za tuberkulozo, naj bi blago podnebje koristilo. Za Chopina je bilo bivanje v kartuziji Valldemossa v gorovju Tramontana premrzlo in vreme nevzdržno. Prebivalci niso bili naklonjeni neporočenemu paru, zato nista mogla živeti skupaj. Chopin je kmalu zbolel za pljučnico. Kljub bolezni je napisal 24 preludijev. Po vrnitvi v Francijo sta nekaj časa živela v Marseillesu, nato pa od leta 1846 v Nohantu. Ljubezni je bilo konec leta 1847, zamenjalo jo je prijateljstvo.

### Smrt
V letu 1847 se je Chopinovo zdravje resno poslabšalo. Chopinova učenka Jane Stirling je po ločitvi para skrbela za Chopina in ga poskušala razvedriti. V času februarske revolucije leta 1848 je Chopin za sedem mesecev potoval v Veliko Britanijo, kar je organizirala Jane Stirling. V Pariz se je moral vrniti k poučevanju, zaradi nezadostnih pooblastil.
Chopin je umrl 17. oktobra 1849 v starosti 39 let v svojem stanovanju na Place Vendôme št. 12 v središču Pariza, verjetno za tuberkulozo. Po drugi domnevi bi lahko bila vzrok cistična fibroza. Ob smrtni postelji so ga spremljali dobri prijatelji, vključno s hčerjo Georg Sandove, Solange Clésinger in grofica Potocka. Naslednje jutro je posmrtno masko, odlitek njegove leve roke, naredil Jean-Baptiste-Auguste Clésinger.
Na Chopinovi pogrebni maši v cerkvi La Madeleine Funeral so igrali Sonato št 2. Chopin je bil pokopan v Père Lachaise. Njegovo srce so odstranili in ga, na željo Chopinove sestre, odnesli v Varšavo, kjer so ga pokopali v cerkvi Svetega Križa.

## Dela
Frederic Chopin je eden od pomembnih predstavnikov romantične glasbe prve polovice 19. stoletja. Njegova dela spadajo med najtežji del glasbene literature. Pisal je, z redkimi izjemami, samo za klavir.
Konec leta 1820 je za violončelo napisal štiri skladbe, oblikovane kot klavirski trio. Violončelo se pojavi tudi v uvodu et Poloneza Brillante za klavir in violončelo, in v njegovi sonati za violončelo in klavir.
Napisal je 58 mazurk, 16 polonez, 24 preludijev, 17 valčkov in nokturnov. Otožnost in žalost ter napadalnost je izrazil v štirih Skerzih. Nežnost izražajo štiri Balade (zelo znana je balada v G molu, igrana v filmu Pianist), napisal je še štiri Impromptuje, Barkarolo, Uspavanko in Fantazijo v F molu, ki velja za višek Chopinove literature.
Zelo znane so tri Chopinove sonate. Njegova prva sonata je bila napisana leta 1827 in je v C-molu, svojo drugo sonato v B-molu je napisal leta 1837, tretjo sonato v H-molu pa leta 1844.
Chopin je zelo znan tudi po svojih etudah. Napisal je 24 etud, ki veljajo za ene izmed najtežjih (problem kromatičnih terc, arpeggiov, ipd. in so primerljive z Lisztovimi).
"Enkratni čar njegovi glasbi dajejo nacionalizmi in edinstveno obvladovanje klavirske zvočnosti, izjemno osebna melodika, neizčrpna ornamentika, nenavadno bogata harmonija z alteracijami, drzna fantazija, enkratna poezija, ritmika in očarljiva strastnost" je v Zgodovini glasbe zapisal Karl H. Werner.

### Poloneze, mazurke, valčki
Chopinove poloneze, mazurke in valčki niso primerni za ples. Narejeni so bolj kot koncert in za predstavo stiliziranega plesa, na katerega spominjajo ritmične kretnje. Valčki pa so bili napisani predvsem za salonsko rabo, kjer se je lahko ob tem pogovarjalo.

### Etude
Chopinove Etudes op. 10 in op. 25 in tri posthumno objavljena dela so namenjena tehničnim vprašanjem, vendar so primerne tudi za koncerte. Chopin je z njimi oral ledino. Vaje so bile prej (Carl Czerny, Muzio Clementi in Johann Baptist Cramer), predvsem tehnično usmerjene in poučne. Chopinove Etude so zelo težke, v njih Chopin klavir sistematično raziskuje, z njimi pričara značilen osebni slog.

### Nokturni
Druga skupina del, ki jih je Chopin razvijal, je 21 nokturnov. Za zgled je imel nokturne Irca Johna Fielda, ki je imel na Chopina velik vpliv. Chopinovi nokturni so bolj harmonični, imajo bolj raznolik ritem in tekočo melodijo. Melodije temeljijo na Bel Canto stilu Gioachina Rossinija in Vincenza Bellinija.

### Preludiji
24 Preludijev op. 28 je bilo dokončno napisanih v času bivanja na Malorki. Idejo za pisanje preludijev mu je dal prijatelj August Klengel iz Dresdna, zato jih je tudi njemu posvetil. Zanje je značilno menjavanje durov in molov, prehajanje tonov v kvintah, izkoriščene so vse tipke klavirja. V preludijih slišimo odlomke številnih drugih zvrsti, nekaj iz etud, nokturnov, mazurk in pogrebnih koračnic. Predstavljajo neke vrste programsko glasbo.

### Balade in skerzi
Chopinove štiri balade in štirje skerzi predstavljajo zelo prefinjeno glasbo. V osrednjem delu svojega Skerza op. 20 v H-molu se Chopin spominja svojega doma, ki ga ponazarja tema poljske uspavanke Lulajże Jezuniu, lulajże, lulaj (Spi mali Jezus, spi). Balada v F-duru, op. 38 je bila namenjena Robertu Schumannu, spodbudile pa naj bi ga pesmi Mickiewicza.

### Sonate
Chopinovo obsežno delo vsebuje le tri sonate za klavir. Prva sonata je zgodnje delo in je bila posvečena učitelju Elsnerju. Njegova druga sonata v B-molu op. 35 (končana leta 1839) sloni na osnovi pogrebne koračnice nastale leta 1837 (marche funebre). Vsi štirje stavki so napisani v molu. Njegova tretja Sonata v h-molu je iz leta 1844 in je nekakšen koncert brez orkestra, napisana v klasični sonatni obliki.

### Klavirski koncerti
Poleg solističnih del sta dobro znana dva klavirska koncerta. Koncert št. 1 v e-molu in št. 2 v f-molu. Še vedno poteka razprava ali je Chopin sam napisal orkestracijo koncertov. V teh koncertih je orkester bolj dekorativni dodatek klavirju oziroma solistu.

## Glasbene datoteke
- Imate z zagonom datotek težave? Poskusite si pomagati s pomočjo za predstavnostno gradivo.

## Spomeniki in obeležja
- Od leta 2001 je mednarodno letališče v Varšavi poimenovano po Chopinu
- Chopinov spomenik v Varšavi v parku Lazienki.
- Chopinov spomenik v Żelazowi Woli, umetnika Józefa Gosławskega.
- Bronasti kip Frederica Chopina, izdelal ga je Jožek Nowak in je bil postavljen leta 2010 v Vrt pesnikov v Münchnu.
- Spomenik Frédéric Chopin  "La note Bleue" - darilo poljske vlade mestu Dunaj.

3784 Chopin je majhen asteroid v glavnega pasu s premerom 28,53 + / - 4,4 km. Odkril ga je Eric W. Elst leta 1986. Imenuje se po Frédéricu Chopinu, poljskem skladatelju iz devetnajstega stoletja.